# Pipulka kadeřavokřídlá
Pipulka kadeřavokřídlá (Machaeropterus deliciosus) je pták patřící do řádu pěvců, je známý především svou schopností vytvářet zvuky křídly (stridulace), kterými rychle kmitá. Těmito zvuky střídajícími se se zpěvem samci lákají samici v době námluv. Stridulaci využívá asi polovina ze čtyřiceti známých druhů pipulek. O pipulkách a jejich schopnostech se dokonce zmínil Charles Darwin ve své studii O původu druhů.

## Rozšíření
Pipulky žijí ve Střední a Jižní Americe, avšak pipulka kadeřavokřídlá žije pouze v tropickém lese na území Kolumbie a Ekvádoru.